# ドギーバッグ
ドギーバッグ（doggy bag、またはdoggie bag）とは、主にアメリカや中国の外食産業で用いられる、客が食べ残した料理（いわゆる「食べ残し」）をつめて客が持ち帰るための袋や容器である。英語のdoggy bagを日本語に直訳すると「犬のための容器」であり、客は「犬に食べさせる」という建前で店から食べ残した料理を持ち帰り、たいていは人間が食べるために用いられている。
なお、最初から料理を持ち帰るために用いられる容器は「ドギーバッグ」とは言わず、bagやcontainerなどと呼ばれており、あくまで食べ残しを持ち帰るために使われるのがドギーバッグである。

## 概要
ドギーバッグは、レストランなどで食べ残した料理を自宅で飼っている犬に食べさせるという名目で、客自身が自宅で食べるために客が自己責任で食べ残しを持ち帰るために用いられる、袋などの容器の総称である。したがって、どのようなドギーバッグに何らかの決まった形式があるわけではなく、店によってまちまちであるが、アメリカでは大抵のレストランでドギーバッグが用意されている。
ところで、店で料理が出された段階で食中毒が起こるような状態であった場合は、その料理を出した店側の責任であり、店には賠償責任が発生する。しかし、ドギーバッグで持ち帰った場合、仮に家に帰ってから食べたために（調理されてから時間が経過したために）料理が傷んでしまった（食中毒の原因になる細菌数が増加してしまった）結果食中毒を発症したとしても、それは自己責任であって店は責任を取らない。店はあくまで「残飯を犬に食わす」ために持ち帰ったものを食べてしまったからという建前を取り、また客も店が責任を取らないことは予め承知の上でドギーバッグを使用する。もちろん、家に持ち帰ってから食べても食中毒などの問題は起きないこともあるため、アメリカではこのような習慣が広がった。
なお、人間のための料理は、犬にはタマネギ中毒や塩分過剰などがあるため、食べさせることは推奨されない。

## 起源
紀元前6世紀ごろ、ローマ人が残り物をきれいなナプキンで包む慣習を採用し始めたが、それは食事の感謝の印として見られていたため失礼なことではないと考えられていた。中世にこの慣習が変化し、食べ残しがキッチンスタッフ、召使、最終的に中庭の物乞いに渡るようになったとされる。

## 世界のドギーバッグ

### アメリカ
少なくとも戦時中に日常的な食料不足に陥り、ペットの飼い主がテーブル上の食べ残しを動物に与えるよう奨励された1940年代以来、米国では一般的な現象となった。1970年代には、ファストフードチェーンの成功により、ドギーバッグはより一般的になっていった。近年ではドギーバッグというより、「to go」または「to go box」と表現することが一般的である。さらに良いのは、ウェイターが「持ち帰るか？」「包みますか？」と客に尋ねることが多い点である。これにより、ちょっとした恥ずかしさがなくなる。